# Liujiangmens

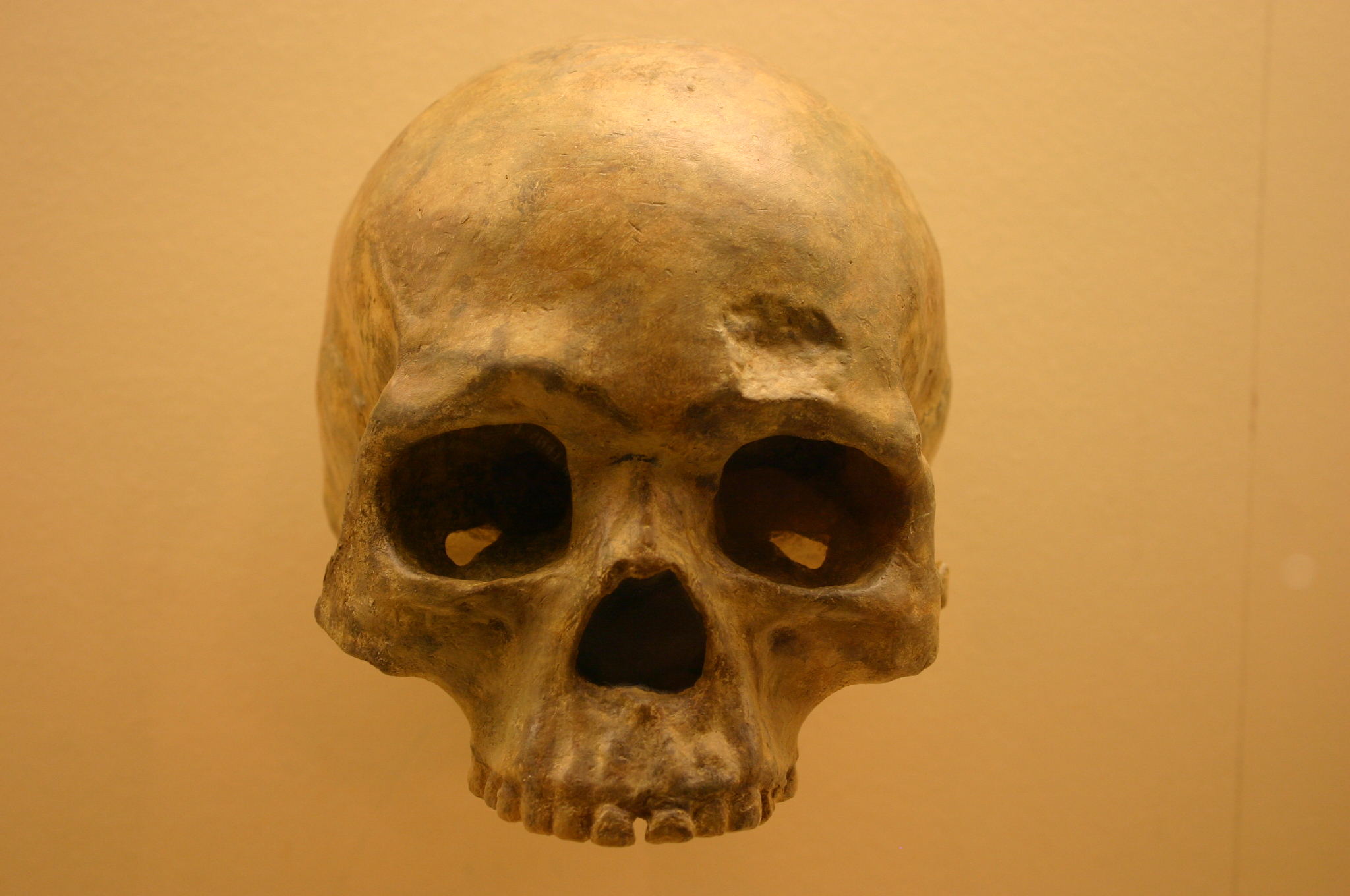
replica in het National Museum of Natural History in New York

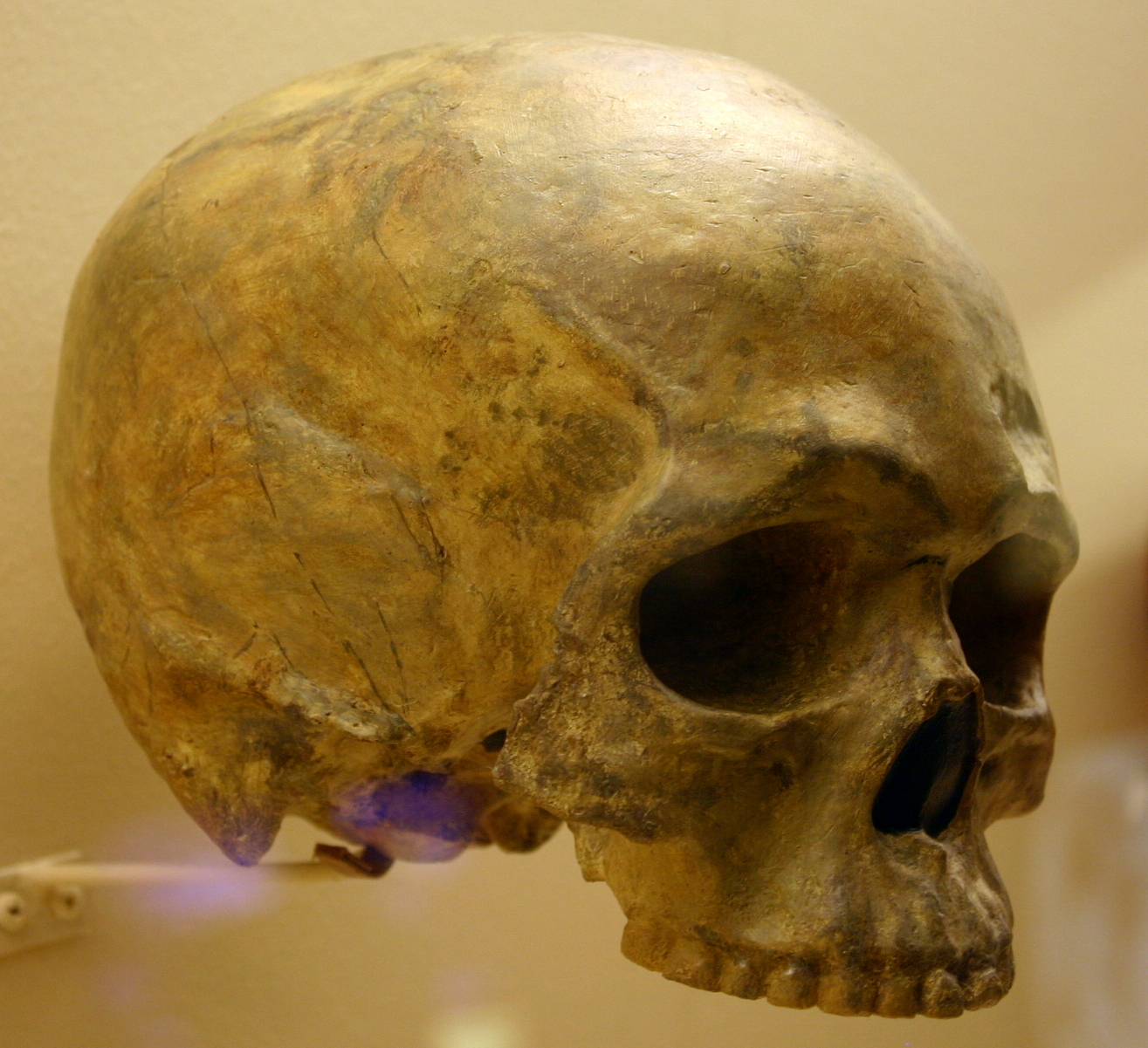

De Liujiangmens (Chinees: 柳江人) behoort tot de vroegste moderne mensen (Homo sapiens) die in Oost-Azië zijn gevonden. De overblijfselen werden ontdekt in de Tongtianyan-grot (通天岩) in Liujiang, Guangxi, China. 
De resten werden opgegraven in 1958 en bestaan uit een goed bewaard gebleven schedel van een volwassene, een rechterheupbeen, een compleet heiligbeen, meerdere wervels en twee fragmenten van het dijbeen. Er wordt aangenomen dat alle overblijfselen toebehoorden aan één individu. Er is een discrepantie in de datering van het exemplaar, vanwege de onbekende stratigrafische context waarin de resten werden gevonden. 
De overblijfselen werden oorspronkelijk gedateerd in het Laat-Pleistoceen, minstens 68.000 jaar geleden. Door de verschillende dateringstechnieken die door verschillende onderzoekers zijn uitgevoerd was er echter een hoge variabiliteit in dateringen. Het vertoonde echter craniometrische en morfologische overeenkomsten met hedendaagse Oost-Aziatische en Zuidoost-Aziatische volkeren, wat bij een dergelijke oude datering nogal verrassend zou zijn, en suggereerde dat deze kenmerken dus vrij oud zijn en teruggaan tot de vroege mens. Ook zou het de in China gangbare theorie van de onafhankelijke oorsprong van Oost-/Zuidoost-Aziaten binnen Oost-Azië ondersteunen, het zogenaamde multiregionaal model.   
Een datum vóór 50.000 jaar geleden zou verrassend zijn, omdat het dan lijkt te dateren vóór het scenario van de recente verspreiding door kustmigratie volgens de enkele-oorspronghypothese. De overblijfselen werden ook beschouwd in de context van een mogelijke vroege verspreiding die Afrika 100.000 jaar geleden verliet, maar die uitgestorven zou zijn vóór de komst van de "recente verspreidingsgolf". 
Een onderzoek uit 2024 leverde echter nieuwe schattingen op voor de leeftijd van deze overblijfselen, waarbij ze werden gedateerd als ongeveer 33.000 tot 23.000 jaar oud, wat in lijn is met de leeftijd van andere moderne menselijke fossielen in Azië. 

## Morfologie

### Regionale populatievariatie in seksueel dimorfismehypothese
De meeste wetenschappers hebben de schedel van het exemplaar als mannelijk geïnterpreteerd, maar hadden moeite om tot een consensus te komen over het geslacht van het bekken. Wetenschapper Karen Rosenburg betoogde dat deze moeilijkheid een indicatie was van regionale variaties in de mate van seksuele dimorfie die consistent zijn met moderne populaties. De mate van morfologische variatie die overeenkomt met moderne populaties suggereert ook dat de fossielen niet zo oud zijn als oorspronkelijk werd gedacht. 

### Schedel
De schedel van het Liujiang-exemplaar is een van de meest complete die in China is gevonden. De schedel werd gevonden gevuld met een stenen matrix. De matrix in de hersenen werd gescand met behulp van computertomografie en omgezet in een gereconstrueerd 3D-beeld van de hersenen. De vorm van de hersenen vertoont veel overeenkomsten met die van moderne Oost-Aziaten, waaronder een ronde vorm, brede frontale kwabben en een grotere hersenhoogte. Een belangrijk verschil tussen het exemplaar uit Liujiang en de moderne Chinese populaties waren de vergrote achterhoofdskwabben van het exemplaar uit Liujiang. De gemeenschappelijke kenmerken tussen het Liujiang-exemplaar en de huidige bevolking, samen met de schedelinhoud (1567 cc), plaatsen het exemplaar binnen het bereik van de moderne mens.